# 소말릴란드

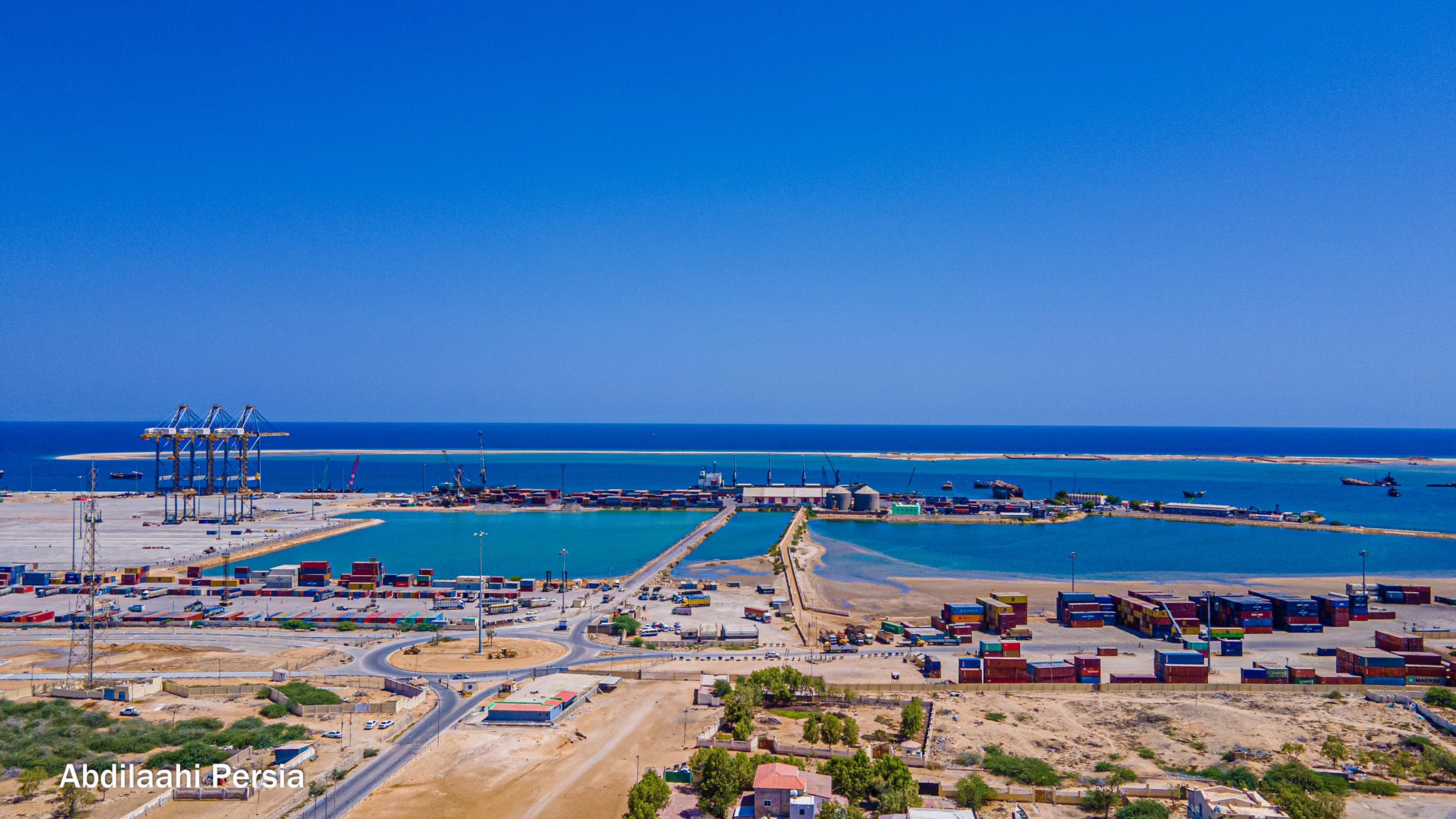
소말릴란드의 베르베라 항구 지역

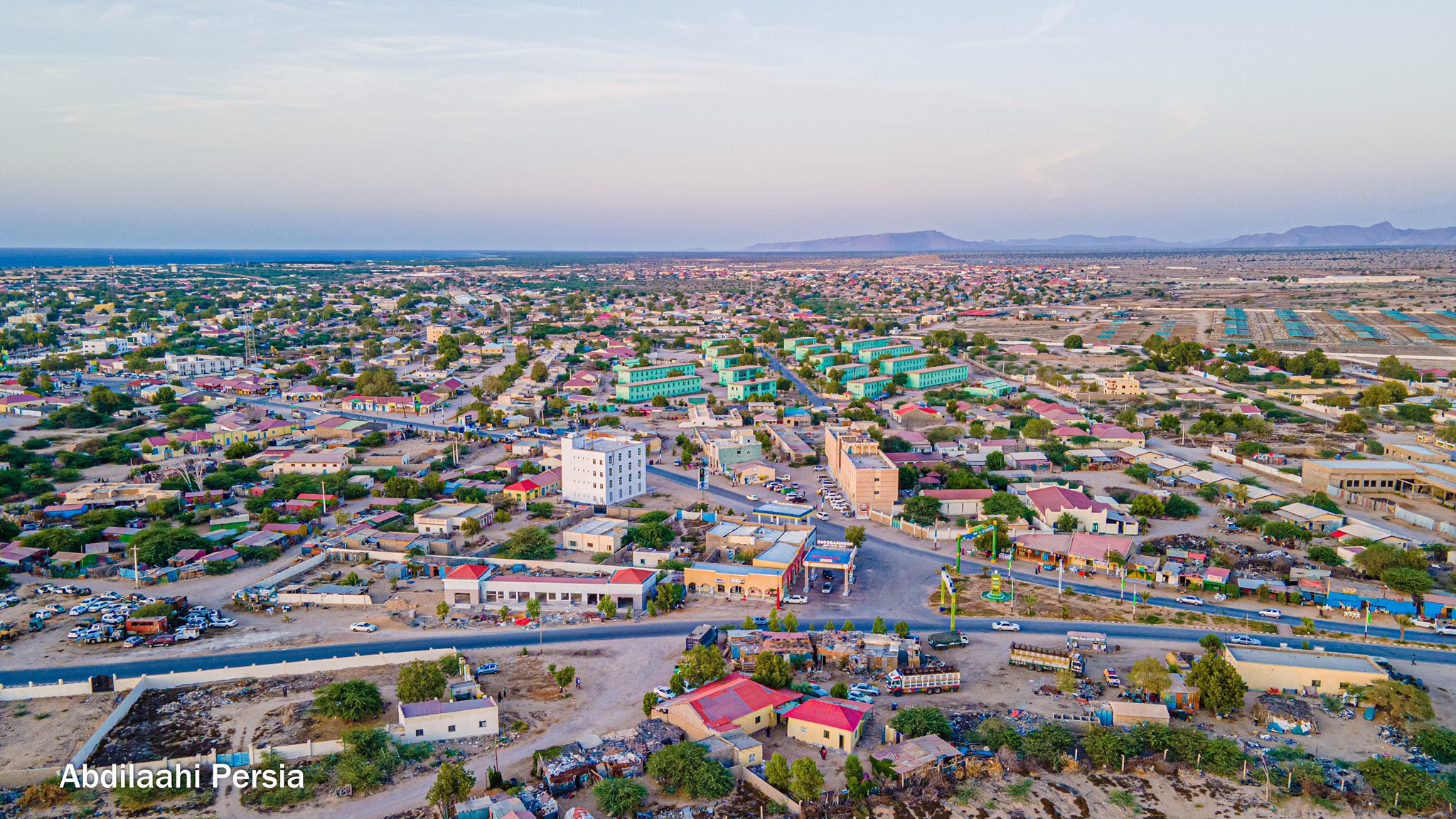
소말릴란드의 베르베라시

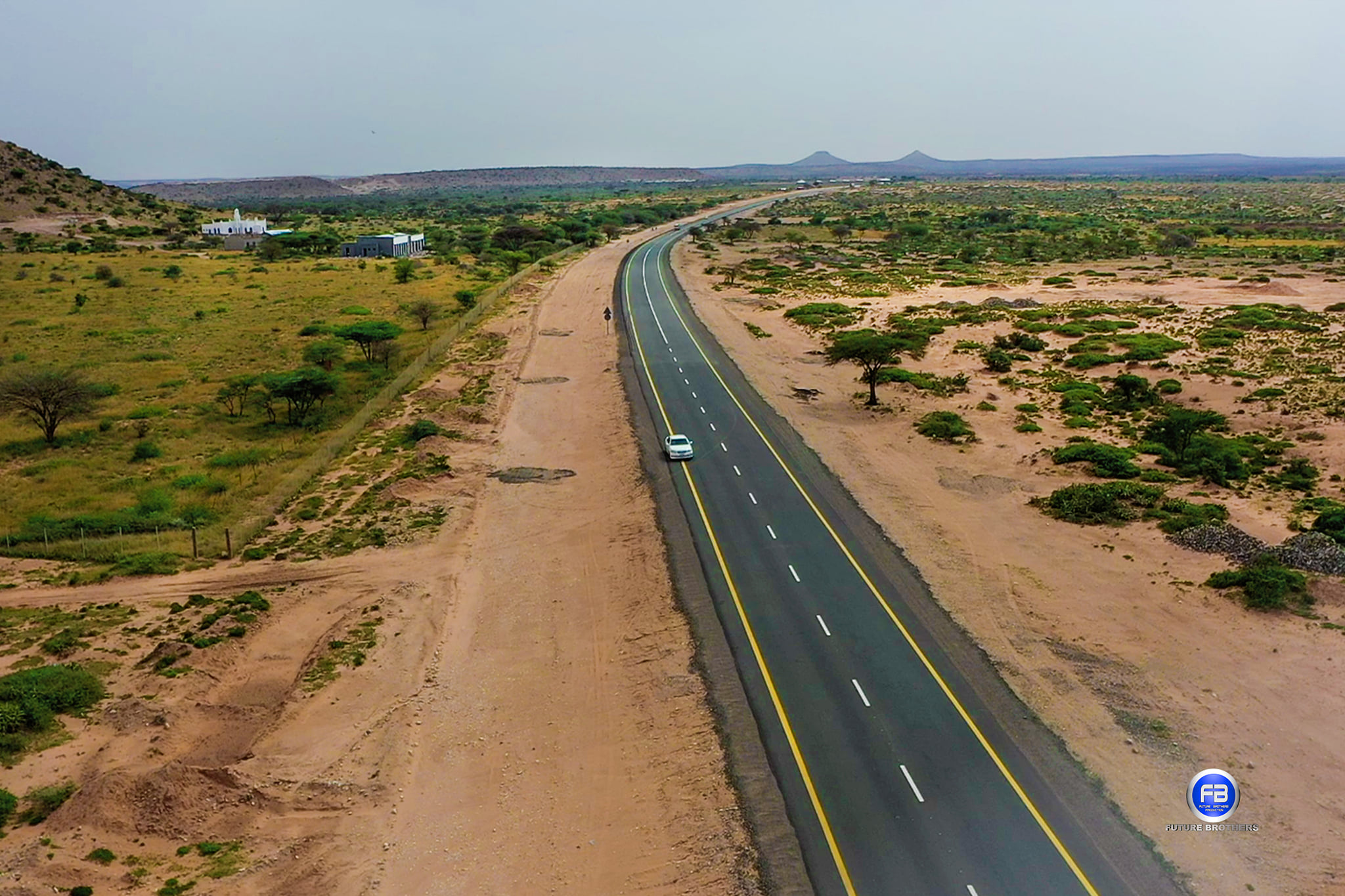
베르베라시에서 나오는 도로

소말릴란드(소말리어: Jamhuuriyadda Soomaaliland 잠후리야다 소말릴란드, 아랍어: جمهورية ارض الصومال
 줌후리야트 아르드 앗-수말[*], 영어: Republic of Somaliland)는 소말리아 반도 북부에 있는 미승인 국가이다. 1991년 5월에 옛 영국령 소말릴란드 지역을 중심으로 소말릴란드 공화국이 소말리아로부터 독립을 선언하였다. 수도는 하르게이사이다.
소말리아에서는 2012년 8월 20일 연방제 수립 전까지 소말릴란드 자체를 인정하지 않다가 연방제 수립 후 소말리아의 연방 행정구역으로 편입시켰으나 소말릴란드 정부는 이를 부정하고 있다. 현재 에티오피아, 중화민국과 외교관계를 맺고있다.

## 역사
1960년에 영국령 소말릴란드로 식민지배를 받다가 6월 말 이탈리아령 소말릴란드가 며칠 뒤 독립하면 통일할 것을 전제로 소말릴란드국으로 독립한 뒤 이탈리아령 소말릴란드와 통합되어 소말리아가 되었다. 1970년대에 있었던 공산주의 정권이 무너졌다. 이후, 내전이 시작되고 소말리아의 중앙 정부가 사실상 붕괴되었다. 1991년 5월 18일, 옛 영국령 소말릴란드 지역은 소말릴란드 공화국으로서 독립을 선언하였다.

## 정치
소말릴란드 공화국은 미승인 국가 대통령제 공화국이다. 現 대통령은 2024년에 실시한 대선에 승리한 소말릴란드 국가당 소속의 압디라흐만 모하메드 압둘라히이다.

## 경제
소말릴란드 실링이라는 독자적인 화폐를 가지고 있다.

## 지리
소말릴란드는 육지에 소말리아, 지부티, 에티오피아와 접한다. 홍해에 예멘과 접한다.

## 언어
2001년 헌법 6조 1항에 "소말릴란드공화국의 공식어는 소말리어다. 제2언어는 아랍어다."라고 규정했다. 즉, 공식어는 소말리어다. 소말릴란드는 영국의 영향으로 영어를 사용하기도 한다.

## 종교
대다수가 이슬람교를 믿는다.

## 인구
| 연도            | 인구      | ±%      |
| --------------- | --------- | ------- |
| 1899            | 246,000   | —       |
| 1960            | 650,000   | +164.2% |
| 1997            | 2,000,000 | +207.7% |
| 2006            | 3,500,000 | +75.0%  |
| 2013            | 4,500,000 | +28.6%  |
| 2021            | 5,700,000 | +26.7%  |
| Source: Various |           |         |

## 외교적 고립 문제

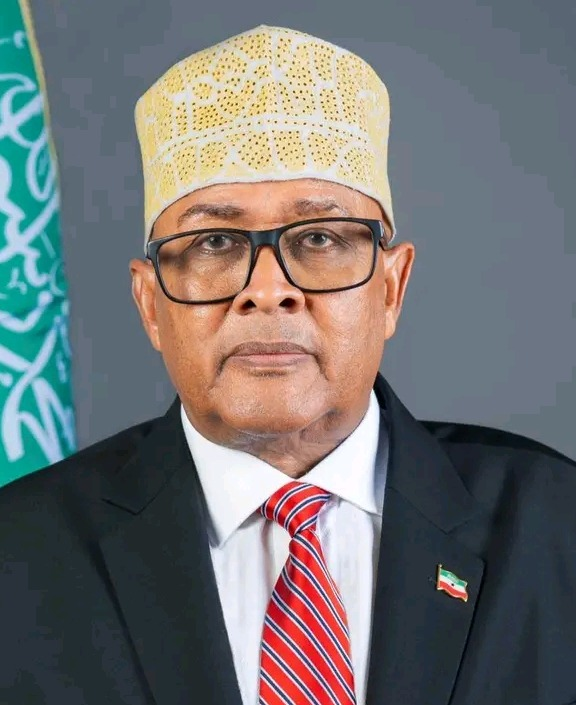
소말릴란드의 대통령

1991년에 독립을 선언했으나 아직 어떠한 국가로부터 승인을 받지 못한 완전한 미승인국이다. 하지만 국가적 요소는 모두 갖추었고, 자국의 화폐까지 가지고 있는 실질적인 독립국이다. 오히려 혼란한 정세인 소말리아보다 안정적으로 국가를 운영하고 있음에도 불구하고, 그 동안 분리주의에 부정적인 국제 여론에 의해 승인이 주저되고 있다. 국제적으로는 소말리아의 자치 지역으로 여겨진다. 그러나 최근에는 해적납치를 해결할 수 있는 곳으로 세계의 주목을 받기도 했다.

## 치안
소말릴란드는 소말릴란드의 구성 부족들이 정부와 함께 치안을 안정적으로 유지하고 있으나 소말리아 반군 세력에 의한 테러로 인한 위험이 있다. 아프리카 국가 중 남아프리카 공화국 다음으로 군과 경찰에 여성의 비율이 높다. 2010년 6월 26일 푼틀란드에서 넘어온 민병대가 투표소를 습격하여 일부 투표소가 일찍 문을 닫는 일이 있었다.

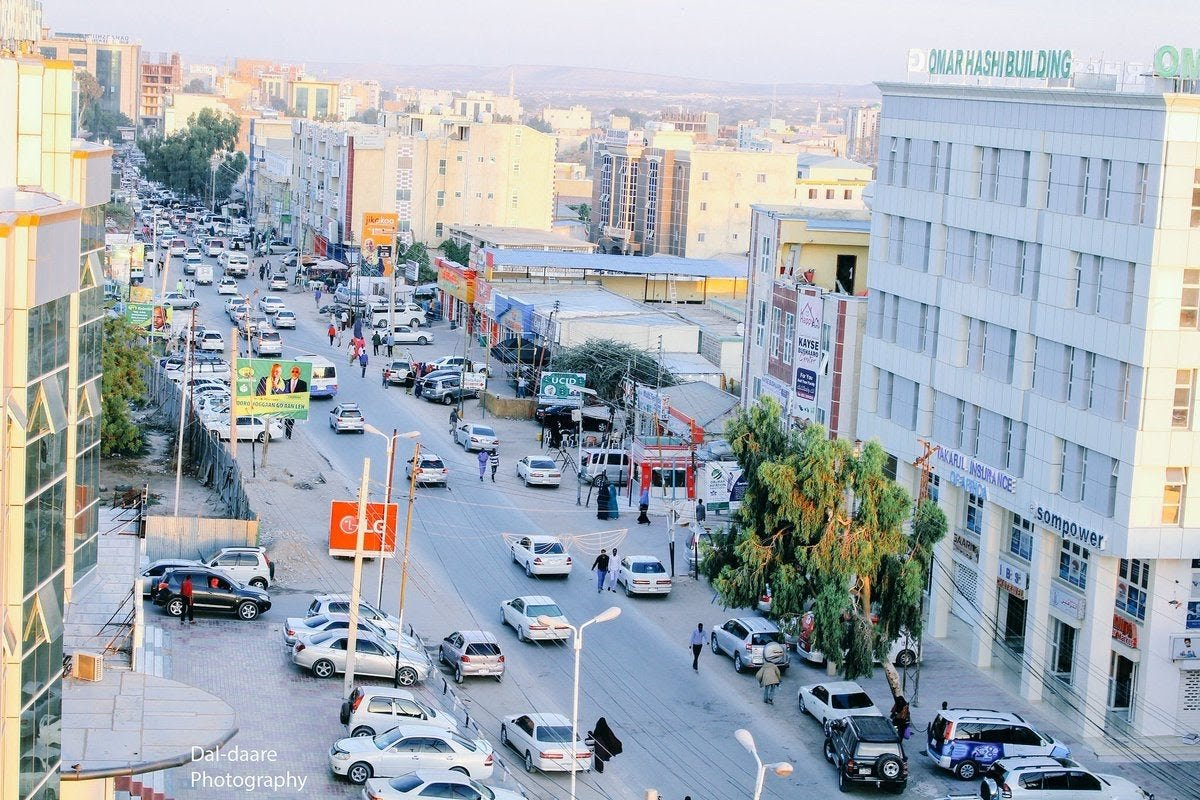
하르게이사 전경

## 각주

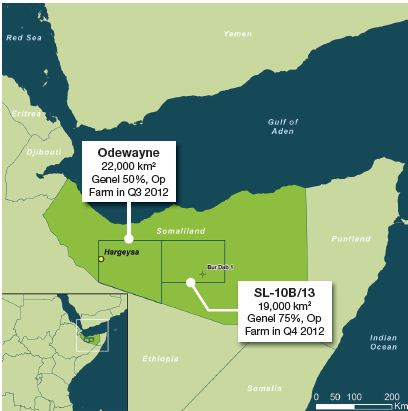
소말릴란드의 석유지도